# ゑ
ゑ або ヱ (/we/; МФА: [e] • [ɰe]; укр. е) — склад в японській мові, один зі знаків японської силабічної абетки кана. Становить 1 мору. Розміщується у комірці 4-го рядка 10-го стовпчика таблиці ґодзюон.

## Короткі відомості

### Опис
Фонема сучасної японської мови. До XV століття вимовлялася як [ɰe]:
| Задньопіднебінний сонорний щілинний: |  | /w/ → | ゑ | [ɰe] |  |

З XV по XVI століття еволюціонувала в бік звука [e]. До 1946 року вживалася на письмі, позначаючи в ряді слів звук [e].
У сучасній японській мові практично не використовується. Її заміняє え — неогублений голосний переднього ряду високо-середнього піднесення.

### Порядок
Місце у системах порядку запису кани:
- Порядок ґодзюону: 46. Якщо враховувати знаки рядків い і え стовпчика や, то 49.
- Порядок іроха: 43. Між し і ひ.

### Абетки
- Хіраґана: ゑ

Походить від скорописного написання ієрогліфа 恵 (е, благодать).
- Катакана: ヱ

Походить від скорописного написання ієрогліфа 衛 (е, охорона)
- Манйоґана: 廻 • 恵 • 面 • 咲

### Транслітерації
- Кирилиця:
Система Поліванова: Е (е).
Альтернативні системи: Е (е), ВЕ (ве)
- Латинка
Система Хепберна: E (e), WE (we).
Японська система: E (e).
JIS X 4063: wye
Айнська система: E (e).

### Інші системи передачі
- Шрифт Брайля:
| -- ●● ●- |
- Радіоабетка: Каґі но ару Е (かぎのあるヱ; «е» малюнку на ключах)
- Абетка Морзе: ・--・・